# فايرستون 600 عام 2016
فايرستون 600 عام 2016 هو سباق فورمولا 1 أقيم بتاريخ 12 يونيو/27 أغسطس 2016. حلّ الأمريكي غراهام رحال أولا بينما جاء الكندي جيمس هنكليف في المركز الثاني وحصل على المركز الثالث البرازيلي توني كنعان.